# Tania Bambaci
Nunziata Bambaci, detta Tania (Barcellona Pozzo di Gotto, 11 agosto 1990), è un'attrice e modella italiana.

## Biografia
Nel 2008 ha vinto il concorso italiano "Una ragazza per il cinema". Sì è trasferita poi a Pisa, a studiare Lingue e Letterature straniere presso l'Università di Pisa. Nel 2010 ha vinto il titolo di Miss Sicilia che le ha permesso di partecipare a Miss Italia, poi concluso nella Top 12. Nel 2011 ha preso parte alla quarta edizione di Italia's Next Top Model, venendo eliminata nelle fasi iniziali. In seguito ha vinto il titolo di Miss Mondo Italia grazie al quale ha partecipato al concorso di Miss Mondo 2011, concludendolo nella Top 15.
Ha iniziato la sua carriera di attrice nel 2011 recitando sia in diverse fiction per la televisione, come Squadra antimafia - Palermo oggi, Maltese - Il romanzo del Commissario e Il cacciatore, e sia in lungometraggi per il cinema, tra cui Picciridda - Con i piedi nella sabbia di Paolo Licata (2020) e L'orafo di Vincenzo Ricchiuto (2022).
Nel 2020 ha ricevuto il premio come Miglior attrice coprotagonista al Terra di Siena Film Festival.

## Vita privata
Dal 2013 è legata sentimentalmente al ballerino Samuel Peron con il quale ha avuto un figlio, Leonardo, nato il 21 ottobre 2022.

## Filmografia

### Cinema
- Paranormal Stories, regia di Tommaso Agnese, Gabriele Albanesi e Marco Farina (2011)
- Midway - Tra la vita e la morte, regia di John Real (2013)
- The Perfect Husband, regia di Lucas Pavetto (2014)
- La banda dei supereroi, regia di Davide Limone (2014)
- Ballando il silenzio, regia di Salvatore Arimatea (2015)
- Le Voyaje, regia di Frank Dobrin (2015)
- Alcolista (Alchoholist), regia di Lucas Pavetto (2016)
- Watch Them Fall, regia di Kristoph Tassin (2016)
- Mission Possible, regia di Bret Roberts (2018)
- Picciridda - Con i piedi nella sabbia, regia di  Paolo Licata (2020)
- L'altra luna, regia di Carlo Chiaramonte (2021)
- Governance - Il prezzo del potere, regia di Michael Zampino (2021)
- L'orafo, regia di Vincenzo Ricchiuto (2022)
- L'amore che ho, regia di Paolo Licata (2024)

### Televisione
- Squadra antimafia - Palermo oggi – serie TV, ep. 6x01-8x07-8x08 (2014)
- Maltese - Il romanzo del Commissario – miniserie TV (2017)
- Questo nostro amore – serie TV, ep. 3x12 (2018)
- Il cacciatore – serie TV, episodio 1x03 (2018)
- Il caso Moro – miniserie TV (2018)

### Cortometraggi
- Lo sposalizio - Matrimonio Siciliano, regia di Francesco Lama (2012)
- Patto di sangue, regia di Marco Tassini (2013)
- Dolly, regia di Massimo Piccolo (2019)
- Gioia, regia Federico Marsicano (2020)

## Riconoscimenti
- Terra di Siena Film Festival
  - 2020: Premio come Miglior attrice coprotagonista[4]

- Terror in the Bay Film Festival
  - 2022: Candidata come Miglior attrice non protagonista per il film L'orafo